# Hexal AG
Die Hexal AG ist ein deutsches Tochterunternehmen des Pharmakonzerns Sandoz mit Sitz in Holzkirchen im oberbayerischen Landkreis Miesbach. Hexal ist einer der führenden Generikahersteller auf dem deutschen Markt.
Zum Portfolio gehören rund 5.900 Arzneimittel für zahlreiche Therapiegebiete mit insgesamt rund 400 Wirkstoffen – jährlich verlassen rund 200 Millionen Artikel die Produktion.

## Geschichte
1986 gründeten Andreas und Thomas Strüngmann in Tegernsee die Hexal Chemie GmbH & Co KG.
Im Februar 2005 verkauften die Gründer die Hexal AG an die schweizerische Novartis-Gruppe; dort wurde Hexal in den Teilkonzern Sandoz integriert.
Der neue Hauptsitz von Sandoz wurde anschließend vom österreichischen Wien ins deutsche Holzkirchen verlegt. Gleichzeitig wurde auch der Generikahersteller Eon Labs in Sandoz integriert. Am 7. Juni 2005 wurde der Abschluss der Übernahme von Hexal seitens Novartis bekannt gegeben.

## Standorte

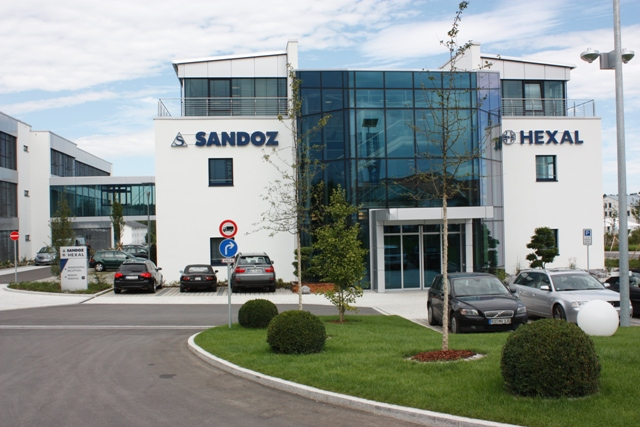
Sandoz/Hexal-Hauptsitz in Holzkirchen

- Hexal AG & Sandoz Holzkirchen bei München – Zentrale
- Salutas Pharma GmbH, Barleben bei Magdeburg[7] (größter Produktionsstandort)[3]
- Aeropharm GmbH, Rudolstadt[8]
- Salutas PWO GmbH, Osterweddingen bei Magdeburg[7]

## Sonstiges
Seit 2003 veranstaltet Hexal das Deutsche Down-Sportlerfestival in Frankfurt am Main. Kinder und Jugendliche mit Down-Syndrom (Trisomie 21) können sich hier ab dem Alter von vier Jahren im sportlichen Wettkampf messen.